# Михайло Адванець з Бучача
Михайло Адванець з Бучача (?—1392) — польський шляхтич гербу Абданк засновник роду Бучацьких.
Під час правління у королівстві Русі князя Володислава Опольського (1372—1379), як намісника короля Угорщини Людовика і Анжуйського, отримав у володіння Бучач, де розбудував замок, заклав костел і католицьку парафію. Після приєднання Галицької землі до Польського королівства, отримав у 1393 році від короля Владислава II Ягайла привілей на надання магдебургії Бучачу. За допомогу у боротьбі з татарами і при укладенні з ними миру отримав значні земельні володіння поблизу Білгороду і Очакова.
Став підписуватись Михайло з Бучача, започаткувавши династію Бучацьких.

## Шлюб і діти

Герб Юноша

У шлюбі з Малґожатою Коло гербу Юноша народились три сини і донька:
- Теодор Бучацький († 1456), каштелян галицький, кам’янецький 1442, староста генеральний подільський, засновник роду Язловецьких
- Михайло Бучацький († 1438), каштелян галицький 1433, чашник галицький 1434, воєвода подільський 1437, староста галицький, кам’янецький, перемишльський
- Михайло «Мужило» Бучацький († 1470), каштелян кам’янецький 1460, воєвода подільський 1465, староста снятинський і коломийський
- НН Бучацька, видана за старосту віленського і кревського Андрія Гаштольда.